# Musée monétaire de Théodosie
Le monétaire de Théodosie est un musée qui est à Théodosie, en Crimée.

## En images

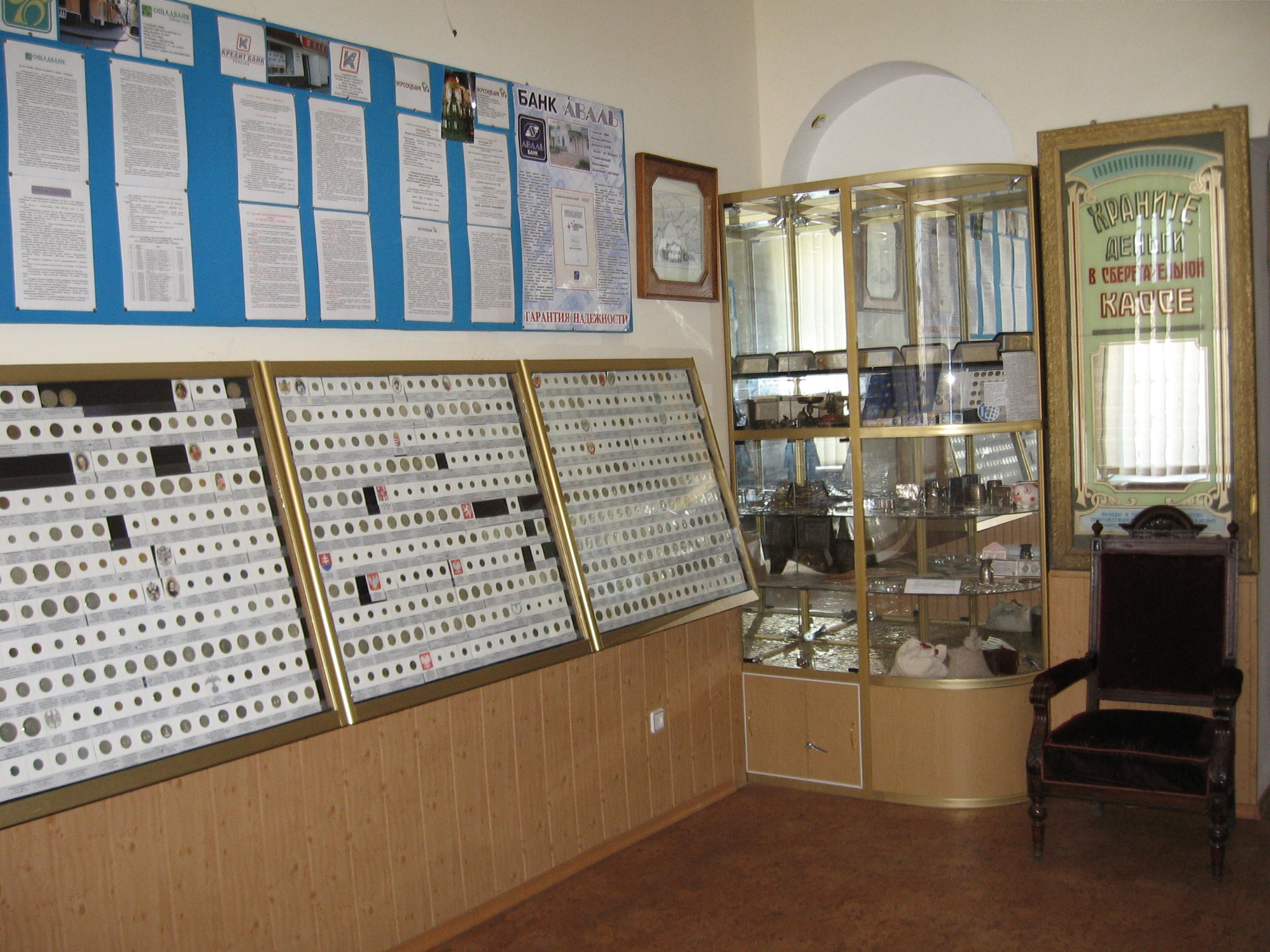
Deux salles
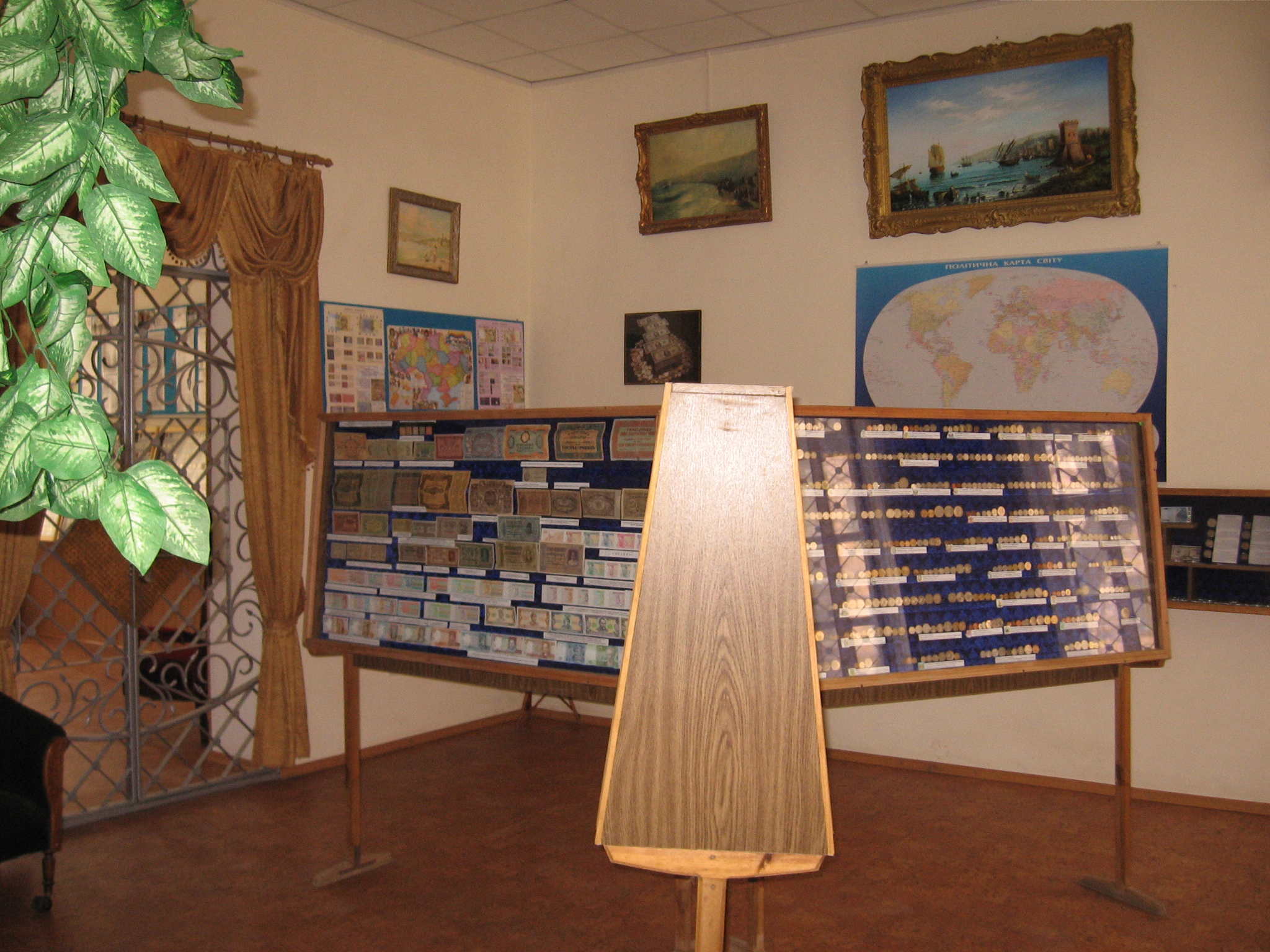
du musée.